# Kabinett Mussolini
Das Kabinett Mussolini regierte das Königreich Italien vom 31. Oktober 1922 bis zum 25. Juli 1943. Es löste das Kabinett Facta II ab. Im Jahr 1925 beseitigte Mussolini mit seinen Faschisten die demokratische Staatsordnung und regierte bis zu seiner Absetzung diktatorisch.

## Entstehung
Nach dem Marsch auf Rom erhielt Benito Mussolini von König Viktor Emanuel III. am 30. Oktober 1922 den Auftrag zur Regierungsbildung. Das 59. Kabinett des Königreiches wurde am folgenden Tag vereidigt. Neben der faschistischen Partei (PNF), die mit Benito Mussolini, Alberto De Stefani, Giovanni Giuriati und Aldo Oviglio vier Ministerien besetzte, stellte die Partito Popolare Italiano (PPI) mit Stefano Cavazzoni und Vincenzo Tangorra zwei Minister, ebenso wie die Partito Democratico Sociale Italiano (PDSI) mit Gabriello Carnazza und Giovanni Antonio Colonna di Cesarò, und den Liberalen mit Giuseppe De Capitani d’Arzago und Teofilo Rossi. Dem Kabinett gehörten zudem der Nationalist Luigi Federzoni, die zwei Militärs Armando Diaz und Paolo Thaon di Revel sowie der parteilose Giovanni Gentile an. Anfang des folgenden Monats erhielt es neben dem Vertrauen des Parlaments auch die von Mussolini geforderten umfassenden Vollmachten, mit denen das Parlament auf seine Vorrechte weitgehend verzichtete.

## Entwicklung
Am 18. November 1923 trat mit dem Acerbo-Gesetz ein neues Wahlrecht in Kraft, das der stärksten politischen Kraft mit mindestens 25 Prozent der Wählerstimmen automatisch eine Zweidrittelmehrheit im Parlament sicherte. Auf der Grundlage dieses Wahlrechts errang Mussolini mit seiner Sammelliste bei den vorgezogenen Wahlen vom 6. April 1924 einen überwältigenden Erfolg.
Der von faschistischen Schergen verübte Mord an dem Abgeordneten Giacomo Matteotti führte noch 1924 zum Auszug der als Aventinianer bezeichneten Oppositionspolitiker aus dem Parlament. Mussolini, der sich wegen Matteottis Tod starker öffentlicher Kritik ausgesetzt sah, ging in die Offensive, indem er die politische Verantwortung für den Mord übernahm und ab Anfang 1925 durch eine Reihe von „Gesetzen“ jeglichen politischen Widerstand unterdrückte.
In den Legislaturperioden zwischen 1929 und 1943 saßen nur mehr faschistische Politiker im Parlament, Oppositionsparteien waren verboten. Trotz dieser Usurpation verlangte der König Mussolinis Rücktritt Ende Juli 1943, nachdem ihm der verfassungswidrige Große Faschistische Rat wegen des desaströsen Kriegsverlaufes das Vertrauen entzogen hatte. Somit gab es zwischen 1922 und 1943 nur ein einziges Kabinett Mussolini, in dem es jedoch im Lauf der Zeit mehrmals zu Umbildungen oder sogenannten „Wachablösungen“ kam. In der Regel führte Mussolini neben seiner Funktion als Regierungschef mehrere Ministerien persönlich.

## Minister und Staatssekretäre
| Ministerien                                                              | Minister | (Unter-)Staatssekretäre | Anmerkungen |
| ------------------------------------------------------------------------ | --- | --- | --- |
| Ministerratspräsidium                                                    | Benito Mussolini | Giacomo Acerbo (31. Oktober 1922 bis 3. Juli 1924) Giacomo Suardo (3. Juli 1924 bis 20. Dezember 1927) Francesco Giunta (21. Dezember 1927 bis 19. Juli 1932) Edmondo Rossoni (20. Juli 1932 bis 23. Januar 1935) Galeazzo Ciano (6. September 1934 bis 26. Juni 1935, Propaganda) Giacomo Medici Del Vascello (24. Januar 1935 bis 30. Oktober 1939) Felice Guarneri (2. Januar 1936 bis 20. November 1937, Fremdwährungsgeschäfte) Luigi Russo (31. Oktober 1939 bis 5. Februar 1943) Carlo Favagrossa (23. Mai 1940 bis 6. Februar 1943, Rüstung) Amilcare Rossi (6. Februar 1943 bis 25. Juli 1943) | Die genannten Staatssekretäre für besondere Aufgaben erhielten in der Folge eigene Ministerien. |
| Äußeres                                                                  | Benito Mussolini (31. Oktober 1922 bis 11. September 1929; bis 17. Juni 1924 geschäftsführend) Dino Grandi (12. September 1929 bis 19. Juli 1932) Benito Mussolini (20. Juli 1932 bis 10. Juni 1936) Galeazzo Ciano (11. Juni 1936 bis 5. Februar 1943) Benito Mussolini (6. Februar 1943 bis 25. Juli 1943) | Ernesto Vassallo (31. Oktober 1922 bis 27. April 1923) Dino Grandi (14. Mai 1925 bis 11. September 1929) Amedeo Fani (12. September 1929 bis 19. Juli 1932) Fulvio Suvich (20. Juli 1932 bis 10. Juni 1936) Giuseppe Bastianini (11. Juni 1936 bis 14. Oktober 1939) Zenone Benini (18. April 1939 bis 31. Juli 1941, Albanien) Giuseppe Bastianini (6. Februar 1943 bis 27. Juli 1943) | |
| Inneres                                                                  | Benito Mussolini (31. Oktober 1922 bis 16. Juni 1924) Luigi Federzoni (17. Juni 1924 bis 5. November 1926) Benito Mussolini (6. November 1926 bis 25. Juli 1943) | Aldo Finzi (31. Oktober 1922 bis 17. Juni 1924) Dino Grandi (3. Juli 1924 bis 13. Mai 1925) Giacomo Suardo (6. November 1926 bis 12. März 1928) Michele Bianchi (13. März 1928 bis 12. September 1929) Leandro Arpinati (12. September 1929 bis 7. Mai 1933) Guido Buffarini Guidi (8. Mai 1933 bis 5. Februar 1943) Umberto Albini (6. Februar 1943 bis 25. Juli 1943) | Ab 1932 auch für Kirchen- und Religionsangelegenheiten zuständig |
| Justiz und Kirchenangelegenheiten ab 20. Juli 1932 Justiz                | Aldo Oviglio (31. Oktober 1922 bis 4. Januar 1925) Alfredo Rocco (5. Januar 1925 bis 19. Juli 1932) Pietro De Francisci (20. Juli 1932 bis 23. Januar 1935) Arrigo Solmi (24. Januar 1935 bis 11. Juli 1939) Dino Grandi (12. Juli 1939 bis 5. Februar 1943) Alfredo De Marsico (6. Februar 1943 bis 25. Juli 1943) | Fulvio Milani (31. Oktober 1922 bis 27. April 1923) Paolo Mattei Gentili (3. Juli 1924 bis 11. September 1929) Giuseppe Morelli (12. September 1929 bis 19. Juli 1932) Antonio Albertini (20. Juli 1932 bis 23. Januar 1935) Cesare Tumedei (24. Januar 1935 bis 15. November 1936) Antonio Putzolu (5. März 1940 bis 25. Juli 1943) | Am 20. Juli 1932 wurde das Ministerium für Justiz und Kirchenangelegenheiten in Ministerium für Justiz umgewandelt. |
| Finanzen                                                                 | Alberto De Stefani (31. Oktober 1922 bis 9. Juli 1925) Giuseppe Volpi (10. Juli 1925 bis 8. Juli 1928) Antonio Mosconi (9. Juli 1928 bis 19. Juli 1932) Guido Jung (20. Juli 1932 bis 24. Januar 1935) Paolo Ignazio Thaon di Revel (24. Januar 1935 bis 5. Februar 1943) Giacomo Acerbo (6. Februar 1942 bis 25. Juli 1943) | Pietro Lissia (31. Oktober 1922 bis 3. Juli 1924) Cesare Maria De Vecchi (1. Januar 1923 bis 3. Mai 1923; Pensions- und Schatzangelegenheiten) Alfredo Rocco (1. Januar 1923 bis 6. September 1923; Pensions- und Schatzangelegenheiten) Luigi Spezzotti (3. Juli 1924 bis 14. Juli 1925) Francesco D’Alessio (28. Juli 1925 bis 6. November 1926) Giuseppe Frignani (6. November 1926 bis 9. Juli 1928) Fulvio Suvich (6. November 1926 bis 9. Juli 1928) Francesco Boncompagni Ludovisi (21. Juli 1927 bis 9. Juli 1928) Ettore Rosboch (9. Juli 1928 bis 20. Juli 1932) Umberto Puppini (20. Juli 1932 bis 30. April 1934) Ageo Arcangeli (30. April 1934 bis 24. Januar 1935) Giuseppe Bianchini (24. Januar 1935 bis 15. Juli 1937) Pietro Lissia (18. Februar 1941 bis 13. Februar 1943) | |
| Schatz (bis 31. Dezember 1922)                                           | Vincenzo Tangorra (31. Oktober 1922 bis 21. Dezember 1922) Alberto De Stefani (21. Dezember 1922 bis 31. Dezember 1922) | Alfredo Rocco (31. Oktober 1922 bis 21. Dezember 1922) Cesare Maria De Vecchi (22. Dezember 1922 bis 31. Dezember 1922) | Das Schatzministerium wurde am 31. Dezember 1922 in das Finanzministerium eingegliedert. |
| Krieg                                                                    | Armando Diaz (31. Oktober 1922 bis 29. April 1924) Antonino Di Giorgio (29. April 1924 bis 4. April 1925) Benito Mussolini (4. April 1925 bis 12. September 1929) Pietro Gazzera (12. September 1929 bis 21. Juli 1933) Benito Mussolini (22. Juli 1933 bis 25. Juli 1943) | Carlo Bonardi (31. Oktober 1922 bis 3. Juli 1924) Ambrogio Clerici (3. Juli 1924 bis 4. Mai 1925) Ugo Cavallero (4. Mai 1925 bis 23. November 1928) Pietro Gazzera (24. November 1928 bis 11. September 1929) Angelo Manaresi (12. September 1929 bis 21. Juli 1933) Federico Baistrocchi (22. Juli 1933 bis 6. Oktober 1936) Alberto Pariani (7. Oktober 1936 bis 31. Oktober 1939) Ubaldo Soddu (31. Oktober 1939 bis 30. November 1940) Alfredo Guzzoni (30. November 1940 bis 24. Mai 1941) Antonio Scuero (24. Mai 1941 bis 13. Februar 1943) Antonio Sorice (13. Februar 1943 bis 25. Juli 1943) | Baistrocchi und Pariani waren zugleich Stabschefs des Heeres. |
| Marine                                                                   | Paolo Thaon di Revel (31. Oktober 1922 bis 8. Mai 1925) Benito Mussolini (8. Mai 1925 bis 11. September 1929) Giuseppe Sirianni (12. September 1929 bis 5. November 1933) Benito Mussolini (6. November 1933 bis 25. Juli 1943) | Costanzo Ciano (31. Oktober 1922 bis 5. Februar 1924) Giuseppe Sirianni (14. Mai 1925 bis 11. September 1929) Gioacchino Russo (12. September 1929 bis 5. November 1933) Domenico Cavagnari (6. November 1933 bis 7. Dezember 1940) Arturo Riccardi (8. Dezember 1940 bis 25. Juli 1943) | Cavagnari und Riccardi waren zugleich Chefs des Admiralstabs. |
| Luftfahrt (ab 30. August 1925)                                           | Benito Mussolini (30. August 1925 bis 11. September 1929; bis 2. Januar 1926 geschäftsführend) Italo Balbo (12. September 1929 bis 5. November 1933) Benito Mussolini (6. November 1933 bis 25. Juli 1943) | Alberto Bonzani (14. Mai 1925 bis 5. November 1926) Italo Balbo (6. November 1926 bis 12. September 1929) Raffaello Riccardi (12. September 1929 bis 6. November 1933) Francesco Pricolo (31. Oktober 1939 bis 15. November 1941) Rino Corso Fougier (15. November 1941 bis 25. Juli 1943) | Seit dem 24. Januar 1923 bestand ein von Mussolini persönlich geleitetes Luftfahrtkommissariat, aus dem am 30. August 1925 das Luftfahrtministerium entstand. Pricolo und Fougier waren zugleich Stabschefs der Luftwaffe.                                 |
| Öffentliche Arbeiten                                                     | Gabriello Carnazza (31. Oktober 1922 bis 1. Juli 1924) Gino Sarrocchi (1. Juli 1924 bis 4. Januar 1925) Giovanni Giurati (5. Januar 1925 bis 29. April 1929) Benito Mussolini (30. April 1929 bis 11. September 1929) Michele Bianchi (12. September 1929 bis 3. Februar 1930) Araldo Crollalanza (13. Februar 1930 bis 23. Januar 1935) Luigi Razza (24. Januar 1935 bis 7. August 1935) Giuseppe Cobolli Gigli (5. September 1935 bis 30. Oktober 1939) Adelchi Serena (31. Oktober 1939 bis 29. Oktober 1940) Giuseppe Gorla (30. Oktober 1940 bis 6. Februar 1943) Zenone Benini (6. Februar 1943 bis 25. Juli 1943) | Alessandro Sardi (31. Oktober 1922 bis 2. Juli 1924) Edoardo Torre (4. Januar 1923 bis 30. April 1924) Vittorio Scialoja (3. Juni 1924 bis 11. Januar 1925) Alfredo Petrillo (12. Januar 1925 bis 30. Oktober 1925) Michele Bianchi (31. Oktober 1925 bis 13. März 1928) Araldo Crollalanza (9. Juli 1928 bis 13. Februar 1930) Antonio Leoni (15. Februar 1930 bis 24. Januar 1935) Giuseppe Cobolli Gigli (24. Januar 1935 bis 5. September 1935) Pio Calletti (18. Februar 1941 bis 25. Juli 1943) | Auch für Verkehr zuständig. |
| Arbeit und Soziales (bis 27. April 1923)                                 | Stefano Cavazzoni (31. Oktober 1922 bis 27. April 1923) | Silvio Gai (31. Oktober 1922 bis 27. April 1923) | Am 27. April 1923 aufgelöst. |
| Landwirtschaft (bis 5. Juli 1923)                                        | Giuseppe De Capitani (31. Oktober 1922 bis 5. Juli 1923) | Ottavio Corgini (31. Oktober 1922 bis 7. Juni 1923) | Wurde am 5. Juli 1923 zusammen mit den Ministerien für Industrie und Handel zum neuen Ministerium für Nationale Wirtschaft verschmolzen. 1929 entstand das Ministerium für Landwirtschaft und Forsten wieder.                                              |
| Industrie und Handel (bis 5. Juli 1923)                                  | Teofilo Rossi (31. Oktober 1922 bis 5. Juli 1923) | Giovanni Gronchi (31. Oktober 1922 bis 27. April 1923) | Am 5. Juli 1923 zusammen mit dem Ministerium für Landwirtschaft zum Ministerium für Nationale Wirtschaft verschmolzen. Letzteres wurde 1929 aufgelöst, die Zuständigkeit für Industrie und Handel ging an das Korporationenministerium.                    |
| Nationale Wirtschaft (vom 5. Juli 1923 bis 12. September 1929)           | Mario Orso Corbino (5. Juli 1923 bis 30. Juni 1924) Cesare Nava (1. Juli 1924 bis 9. Juli 1925) Giuseppe Belluzzo (10. Juli 1925 bis 8. Juli 1928) Alessandro Martelli (9. Juli 1928 bis 12. September 1929) | Arrigo Serpieri (1. August 1923 bis 3. Juli 1924) Giovanni Banelli (3. Juli 1924 bis 31. Oktober 1925) Vittorio Peglion (3. Juli 1924 bis 6. November 1926) Italo Balbo (31. Oktober 1925 bis 6. November 1926) Giuseppe Bastianini (6. November 1926 bis 23. Juni 1927) | Entstand 1923 durch die Fusion des Ministeriums für Landwirtschaft mit dem Ministerium für Industrie und Handel. Das Ministerium wurde am 12. September 1929 in Ministerium für Land- und Forstwirtschaft umbenannt.                                       |
| Land- und Forstwirtschaft (ab 12. September 1929)                        | Giacomo Acerbo (12. September 1929 bis 23. Januar 1935) Edmondo Rossoni (24. Januar 1935 bis 30. Oktober 1939) Giuseppe Tassinari (31. Oktober 1939 bis 25. Dezember 1941) Carlo Pareschi (26. Dezember 1941 bis 25. Juli 1943) | Arrigo Serpieri (12. September 1929 bis 24. Januar 1935) Gabriele Canelli (24. Januar 1935 bis 19. April 1937) Giuseppe Tassinari (24. Januar 1935 bis 30. Oktober 1939) Sergio Nannini (31. Oktober 1939 bis 13. Februar 1943) Michele Pascolato (5. Oktober 1941 bis 13. Februar 1943) Gutierez Michele Spadafora (13. Februar 1943 bis 25. Juli 1943) | Am 12. September 1929 aus der Umbenennung des Ministeriums für nationale Wirtschaft entstanden. |
| Korporationen (ab 2. Juli 1926)                                          | Benito Mussolini (2. Juli 1926 bis 12. September 1929) Giuseppe Bottai (12. September 1929 bis 20. Juli 1932) Benito Mussolini (20. Juli 1932 bis 11. September 1936) Ferruccio Lantini (11. September 1936 bis 30. Oktober 1939) Renato Ricci (31. Oktober 1939 bis 5. Februar 1943) Carlo Tiengo (6. Februar 1943 bis 18. April 1943) Tullio Cianetti (19. April 1943 bis 25. April 1943) | Giacomo Suardo (2. Juli 1926 bis 5. November 1926) Giuseppe Bottai (6. November 1926 bis 11. September 1929) Guglielmo Josa (12. September 1929 bis 9. November 1929) Emanuele Trigona (12. September 1929 bis 20. Juli 1932) Dino Alfieri (9. November 1929 bis 20. Juli 1932) Ferruccio Lantini (24. Januar 1935 bis 11. Juni 1936) Renato Ricci (20. November 1937 bis 31. Oktober 1939) Tullio Cianetti (22. Juli 1939 bis 19. April 1943) Ermanno Armicucci (4. November 1939 bis 25. Juli 1943) Giuseppe Lombrassa (26. Februar 1942 bis 2. Juli 1943) Giovanni Battista Baccarini (30. April 1943 bis 25. Juli 1943) Luigi Contu (2. Juni 1943 bis 25. Juli 1943) | 1926 entsprechend der Sozial- und Wirtschaftsideologie des Faschismus entstanden. Übernahm 1929 die Zuständigkeit für Industrie und Handel sowie für Arbeit und Soziales des aufgelösten Ministeriums für nationale Wirtschaft.                            |
| Bildung ab 12. September 1929 Nationale Erziehung                        | Giovanni Gentile (31. Oktober 1922 bis 30. Juni 1924) Alessandro Casati (1. Juli 1924 bis 4. Januar 1925) Pietro Fedele (5. Januar 1925 bis 8. Juli 1928) Giuseppe Belluzzo (9. Juli 1928 bis 11. September 1929) Balbino Giuliano (12. September 1929 bis 19. Juli 1932) Francesco Ercole (20. Juli 1932 bis 23. Januar 1935) Cesare Maria De Vecchi (24. Januar 1935 bis 15. November 1936) Carlo Alberto Biggini (15. November 1936 bis 25. Juli 1943) | Luigi Siciliani (31. Oktober 1922 bis 29. April 1923) Balbino Giuliano (3. Juli 1924 bis 4. Januar 1925) Michele Romano (5. Januar 1925 bis 5. November 1926) Pier Silverio Leicht (9. Juli 1928 bis 12. September 1929) Renato Ricci (12. September 1929 bis 12. November 1937) Arrigo Solmi (20. Juli 1932 bis 24. Januar 1935) Renato Del Giudice (5. Dezember 1939 bis 13. Februar 1943) Emilio Bodrero (18. Februar 1941 bis 15. Mai 1941) | Am 12. September 1929 in Ministero dell’Educazione Nazionale umgewandelt. |
| Post und Telegraphie (bis 30. April 1924)                                | Giovanni Antonio Colonna (31. Oktober 1922 bis 5. Februar 1924) Costanzo Ciano (5. Februar 1924 bis 30. April 1924) | Michele Terzaghi (31. Oktober 1922 bis 9. November 1922) Giuseppe Caradonna (10. November 1922 bis 30. April 1924) | Am 30. April 1924 aufgelöst. |
| Kommunikation (ab 30. April 1924)                                        | Costanzo Ciano (30. April 1924 bis 30. April 1934) Umberto Puppini (30. April 1934 bis 23. Januar 1935) Antonio Benni (24. Januar 1935 bis 30. Oktober 1939) Giovanni Venturi (31. Oktober 1939 bis 5. Februar 1943) Vittorio Cini (6. Februar 1943 bis 24. Juli 1943) Giuseppe Peverelli (25. Juli 1943) | Giuseppe Caradonna (30. April 1924 bis 3. Juli 1924) Giovanni Pala (6. November 1926 bis 4. Mai 1928) Filippo Pennavaria (6. November 1926 bis 20. Juli 1932) Raffaello Riccardi (9. Juli 1928 bis 11. September 1929) Ferdinando Pierazzi (12. September 1929 bis 19. Juli 1932) Ruggero Romano (20. Juli 1932 bis 23. Januar 1935) Giovanni Venturi (24. Januar 1935 bis 31. Oktober 1939) Mario Janelli (24. Januar 1935 bis 13. Februar 1943) Giovanni Marinelli (5. November 1939 bis 13. Februar 1943) Giuseppe Peverelli (13. Februar 1943 bis 24. Juli 1943) | An Stelle des aufgelösten Ministeriums für Post und Telegraphie am 30. April 1924 eingerichtet. Zuletzt auch für Verkehrswege zuständig. |
| Befreite Gebiete (bis 25. Februar 1923)                                  | Giovanni Giurati (31. Oktober 1922 bis 25. Februar 1923) | Umberto Merlin (31. Oktober 1922 bis 25. Februar 1923) | Zuständig für die nach dem Ersten Weltkrieg zu Italien gekommenen Gebiete. Am 25. Februar 1923 aufgelöst. |
| Kolonien ab 8. April 1937 Italienisches Afrika                           | Luigi Federzoni (31. Oktober 1922 bis 17. Juni 1924) Benito Mussolini (geschäftsführend vom 17. Juni 1924 bis 30. Juni 1924) Pietro Lanza (1. Juli 1924 bis 5. November 1926) Luigi Federzoni (6. November 1926 bis 18. Dezember 1928) Benito Mussolini (18. Dezember 1928 bis 11. September 1929) Emilio De Bono (12. September 1929 bis 17. Januar 1935) Benito Mussolini (17. Januar 1935 bis 10. Juni 1936) Alessandro Lessona (11. Juni 1936 bis 20. November 1937) Benito Mussolini (20. November 1937 bis 30. Oktober 1939) Attilio Teruzzi (31. Oktober 1939 bis 25. Juli 1943)                                  | Giovanni Marchi (31. Oktober 1922 bis 2. Juli 1924) Roberto Cantalupo (3. Juli 1924 bis 5. November 1926) Piero Bolzon (6. November 1926 bis 17. Dezember 1928) Emilio De Bono (18. Dezember 1928 bis 11. September 1929) Alessandro Lessona (12. September 1929 bis 11. Juni 1936) Attilio Teruzzi (20. November 1937 bis 31. Oktober 1939) | Das Ministerium für Kolonien wurde am 8. April 1937 in Ministerium für das italienische Afrika umbenannt. |
| Presse und Propaganda (ab 23. Juni 1935) Volkskultur (ab 27. Mai 1937)   | Galeazzo Ciano (26. Juni 1935 bis 11. Juni 1936) Dino Alfieri (11. Juni 1936 bis 31. Oktober 1939) Alessandro Pavolini (31. Oktober 1939 bis 5. Februar 1943) Gaetano Polverelli (6. Februar 1943 bis 25. Juli 1943) | Dino Alfieri (22. August 1935 bis 11. Juni 1936) Gaetano Polverelli (12. Januar 1941 bis 6. Februar 1943) Renato Rinaldi (15. Februar 1943 bis 25. Juli 1943) | Im September 1934 als Staatssekretariat für Presse und Propaganda beim Ministerratspräsidium entstanden, ab 23. Juni 1935 Ministerium. Am 27. Mai 1937 in Ministerium für Volkskultur umbenannt.                                                           |
| Parteisekretär der Nationalen Faschistischen Partei (ab 11. Januar 1937) | Achille Starace (11. Januar 1937 bis 31. Oktober 1939) Ettore Muti (31. Oktober 1939 bis 29. Oktober 1940) Adelchi Serena (30. Oktober 1940 bis 25. Dezember 1941) Aldo Vidussoni (26. Dezember 1941 bis 18. April 1941) Carlo Scorza (19. April 1941 bis 25. Juli 1943) | | Der Parteisekretär der Nationalen Faschistischen Partei durfte bereits nach einer Gesetzesänderung seit dem 14. Dezember 1929 den Sitzungen des Ministerrates beiwohnen. Am 11. Januar 1937 wurde er in seiner Funktion einem Ministerrang gleichgestellt. |
| Fremdwährungsgeschäfte (ab 20. November 1937)                            | Felice Guarneri (20. November 1937 bis 31. Oktober 1939) Raffaello Riccardi (31. Oktober 1939 bis 5. Februar 1943) Oreste Bonomi (6. Februar 1943 bis 25. Juli 1943) | Salvatore Gatti (18. Februar 1941 bis 8. Mai 1941) | Im Januar 1936 als Staatssekretariat beim Ministerratspräsidium entstanden, ab 20. November 1937 Ministerium. |
| Rüstung (ab 6. Februar 1943)                                             | Carlo Favagrossa (6. Februar 1943 bis 25. Juli 1943) | | 1935 als Kommissariat entstanden, 1940 Staatssekretariat beim Ministerratspräsidium, ab 6. Februar 1943 Ministerium. |
| Ohne Geschäftsbereich                                                    | Giovanni Giurati (11. März 1923 bis 24. Januar 1924) | | |